# Rasŏn
Rasŏn, vroeger Rajin-Sŏnbong, is een kuststad in het noorden van Noord-Korea. De stad ligt tussen Ch'ŏngjin en de grens met Rusland en heeft ongeveer 66.000 inwoners.
De stad fungeert als belangrijke havenstad. Tevens is er in de stad belangrijke industrie gevestigd. Ook is het een centrum voor de verhandeling van agrarische productie.